# Aizoon
Genre
Aizoon L. est un genre de plantes dicotylédones de la famille des Aizoaceae.
Type : Aizoon canariense L. ; Lectotypus [M.L.Green, Prop. Brit. Bot. : 159 (1929)]

## Liste d'espèces[citation nécessaire]
- Aizoon angustifolium (Eckl. & Zeyh.) D.Dietr
- Aizoon argenteum Eckl. & Zeyh
- Aizoon asbestinum Schltr
- Aizoon burchellii N.E.Br
- Aizoon camforosma Rchb. ex Spreng
- Aizoon canariense L.
- Aizoon contaminatum Eckl. & Zeyh.
- Aizoon crystallinum Eckl. & Zeyh.
- Aizoon dinteri Schinz
- Aizoon elongatum Eckl. & Zeyh.
- Aizoon fistulosum D.Dietr.
- Aizoon fruticosum L.f.
- Aizoon galenioides Fenzl ex Harv. & Sond.
- Aizoon giessii Friedrich
- Aizoon glabrum Ewart
- Aizoon glinoides L.f.
- Aizoon herniaria Rchb. ex Steud.
- Aizoon hirsutum Eckl. & Zeyh.
- Aizoon hispanicum L.
- Aizoon karooicum Compton
- Aizoon kochii R.Wagner
- Aizoon lanceolatum Murr.
- Aizoon membrum-connectens (Dinter ex Friedrich) Adamson
- Aizoon microphyllum Bartl.
- Aizoon montevidense Spreng. ex Rohr
- Aizoon mossamedense Welw. ex Oliv.
- Aizoon paniculatum L.
- Aizoon papulosum Eckl. & Zeyh.
- Aizoon perfoliatum L.f.
- Aizoon procumbens Crantz
- Aizoon propinquum Eckl. & Zeyh.
- Aizoon pubescens Eckl. & Zeyh.
- Aizoon quadrifidum (F.Muell.) F.Muell.
- Aizoon rarum N.E.Br.
- Aizoon rigidum L.f.
- Aizoon rodwayi Ewart
- Aizoon sarmentosum L.f.
- Aizoon schellenbergii Adamson
- Aizoon secundum L.f.
- Aizoon sericeum Fenzl ex Harv. & Sond.
- Aizoon sessiliflorum Moench
- Aizoon spathulatum Eckl. & Zeyh.
- Aizoon squamulosum Eckl. & Zeyh.
- Aizoon stellatum Lam.
- Aizoon teretifolium (Eckl. & Zeyh.) D.Dietr.
- Aizoon theurkauffii Maire
- Aizoon tomentosum Lam.
- Aizoon virgatum Welw. ex Oliv.
- Aizoon zeyheri Sond.
- Aizoon zygophylloides F.Muell.